# Sweet Answer
《Sweet Answer》（日语：すイエんサー），是日本NHK教育頻道的綜藝節目。每集节目由三、四名參賽者组成小队，挑战各种有趣任务。任务非常多元化，例如嘗試克服鬼屋的恐惧、練習长时间跪坐而两腿不发麻和保龄球一击全中等。

## 演出者
- 主持人（重播版除外，2011年10月4日 - ） 
  - 渡邊徹
  - 岡田圭右
  - 小島瑠璃子
- Sweet Answer Girls - 解決疑問的VTR報告員（詳細後述）
- 特輯、重播版的串場及旁白
  - 伊吹吾郎 - 整個節目的旁白。
  - 高橋さとみ（NHK播音員） - 負責下集預告。2012年度開始。
  - 三好正人（NHK播音員） - 増刊号出演。
  - 青井実（NHK播音員） - 増刊号出演。

### Sweet Answer Girls
2010年3月23日播出的《春之大感謝祭!特輯》（春の大感謝祭!Special）是AKB48最後一次參與此節目。同月30日播出的新一輯節目則開始由「Sweet Answer Girls」（すイエんサーガールズ），簡稱「Sweet Girls」（すイガール）負責擔任解決疑問的VTR報告員。 
- 前田希美（Maenon）
- 黒田瑞貴（Mimi）
- 谷内里早（Risa）
- 星野悠月（Hosshi）
- 高田里穂（Ri）
- 小川千菜美（China）
- 伊藤梨沙子（Risako）
- 荻野可鈴（Karin）

- 岩田宙（Sora）
- 山田朱莉（Akarin）
- 志田友美（Yuumin）
- 藤井千帆（Chi）
- 江野沢愛美（Mana）
- 重本ことり（Kotori）
- 君村マキ（Makki）
- 佐藤葵（Achan）

- 小林玲（Rei）
- 前島亜美（Amita）
- 山口乃々華（Nono）
- 宮本優花（Yuka）
- 日向ななみ（Hina）
- 関紫優（Shyuu）
- 岡美咲（Misakki）
- 井之上史織（Shio）

- 関根莉子（Rittan）
- 未来穂香（Hononon）
- 中山咲月（Sakki）
- 荒川ちか（Chika）
- 長崎すみれ（Suchan）
- 五十嵐ありさ（Alisa）
- 福原遥（Harun）
- 田尻あやめ（Ayame）

### 過去的演出者
- 品川庄司（品川祐、庄司智春）、大島麻衣 - Pilot版〜2011年9月27日前的主持人
- AKB48 - Pilot版〜2009年度前的Reporter
- 橋本奈穂子（NHK播音員、2011年度的旁白、増刊号、重播版的串場員）
- 神田愛花（前NHK播音員、2010年度的旁白、増刊号、重播版的串場員）
- 江崎史恵（NHK播音員、2009年度的旁白、増刊号、重播版的串場員）
- 鎌倉千秋（NHK播音員、Pilot版的旁白）
- 永井伸一（NHK播音員） - 2013年春前

#### AKB48
曾經參與節目的AKB48成員。（部分已經離隊）
- 戸島花
- 駒谷仁美
- 成田梨紗
- 浦野一美
- 多田愛佳
- 仲川遥香
- 渡辺麻友
- 北原里英
- 前田敦子
- 倉持明日香

- 片山陽加
- 仲谷明香
- 田名部生来
- 小原春香
- 指原莉乃
- 米沢瑠美
- 成瀬理沙
- 高城亜樹
- 藤江れいな

- 宮崎美穂
- 佐藤亜美菜
- 小林香菜
- 松原夏海
- 中塚智実
- 仁藤萌乃
- 板野友美
- 小嶋陽菜
- 河西智美

- 佐藤夏希
- 小野恵令奈
- 宮澤佐江
- 大堀恵
- 近野莉菜
- 野呂佳代
- 秋元才加
- 峯岸みなみ
- 佐藤由加理

- 中田ちさと
- 前田亜美
- 平嶋夏海
- 奥真奈美
- 高橋みなみ
- 佐藤すみれ
- 松井咲子
- 増田有華
- 小森美果